# Sphaerocoris annulus
Sphaerocoris annulus, conocida comúnmente como chinche Picasso o chinche Zulu hud (en zulú: iCikwa), es una especie de chinche de espalda escudada perteneciente a la familia Scutelleridae.

## Descripción
El Sphaerocoris annulus alcanza una longitud aproximada de 15 milímetros. Su coloración básica es verde, con once manchas en forma de anillo distribuidas sobre el escutelo. Los colores y el diseño de esta especie funcionan como una señal de advertencia para los depredadores. Además, cuando se sienten perturbadas, estas chinches emiten un olor desagradable.
Sus plantas hospedadoras principales incluyen especies de Gossypium (Malvaceae), Coffea arabica (Rubiaceae), Citrus (Rutaceae) y Vernonia amygdalina (Asteraceae). La reproducción ocurre al inicio de la estación seca (noviembre-diciembre). Los huevos se depositan en el reverso de las hojas, y las ninfas pasan la mayor parte de su tiempo alimentándose en las flores. Una vez que mudan a su etapa adulta, su alimentación se vuelve más generalista. El ciclo completo de desarrollo dura 56 días.
Las ninfas de Sphaerocoris annulus presentan una coloración blanco crema con rayas y puntos negros, desarrollando sus características manchas coloridas al alcanzar la madurez.

## Distribución
Esta especie está presente en regiones tropicales y subtropicales de África, incluyendo países como Benín, Camerún, Costa de Marfil, Etiopía, Ghana, Kenia, Malaui, Mozambique, Namibia, Nigeria, Zambia y Zimbabue.